# محمد دهقان‌نژاد
محمد دهقان‌نژاد سیاست‌مدار ایرانی بود، که در دوره بیست و چهارم مجلس شورای ملی بعنوان نماینده ری ازاستان تهران در مجلس شورای ملی حضور داشت.